# گنج

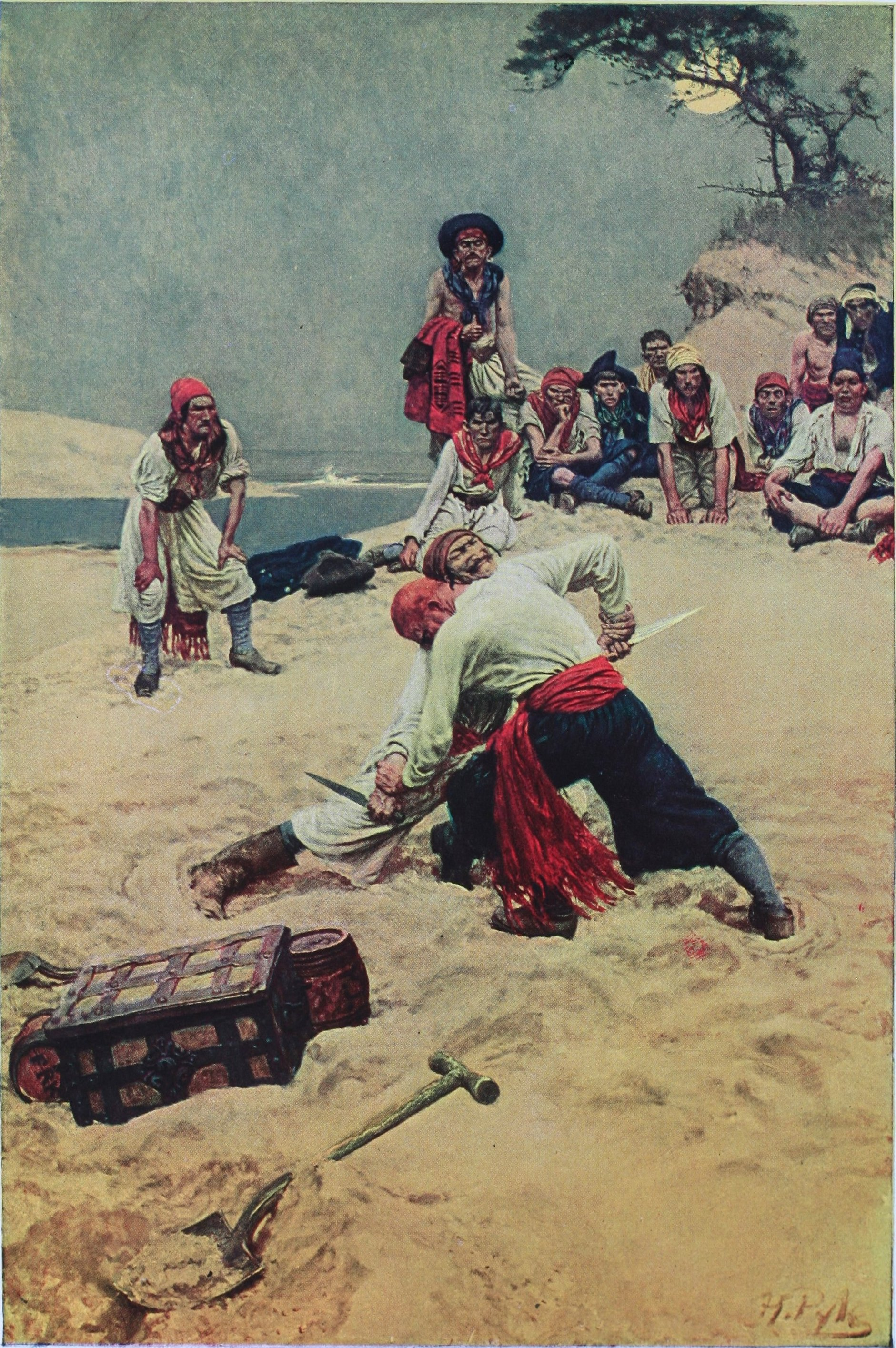
پیکار دزدان دریایی با هم بر سر گنج (تصویر از کتاب دزدان دریایی Howard Pyle، 1903)

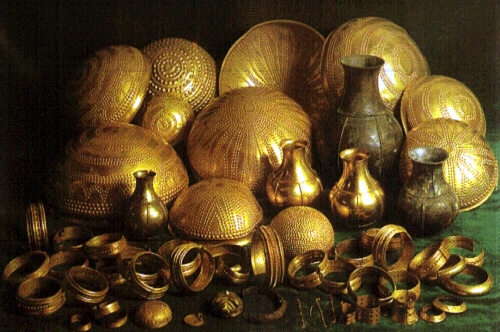
گنج بیینا (به انگلیسی:Treasure of Villena) دومین گنج بزرگ یافته شده در اروپاست که تاریخ آن به ما قبل تاریخ بازمی‌گردد.

گنج، مجموعه‌ای است که از اشیای با ارزشی تشکیل شده و معمولاً پنهان یا گم‌گشته است. گنج در باستان‌شناسی، به اکتشافی گفته می‌شود که در یک مکان حداقل دو قطعهٔ نقدی یافت شود. گنج در دریاها و مکان‌های قدیمی وجود دارد. گنج ها معمولا اشياء گران بهایی در زمان های قدیم بوده است که درون کوزه ها در باغچه خانه ها یا در قبر فردی دفن می‌شده تا به دست غارتگرانی که به خانه ها حمله می کردند نرسند. به عنوان مثال گنج بادآورد نام یکی از هفت گنج افسانه‌ای خسرو پرویز ساسانی (ح. 591-628 میلادی) براساس گفته اکثر منابع ایرانی بود.

## گنج‌های مدفون

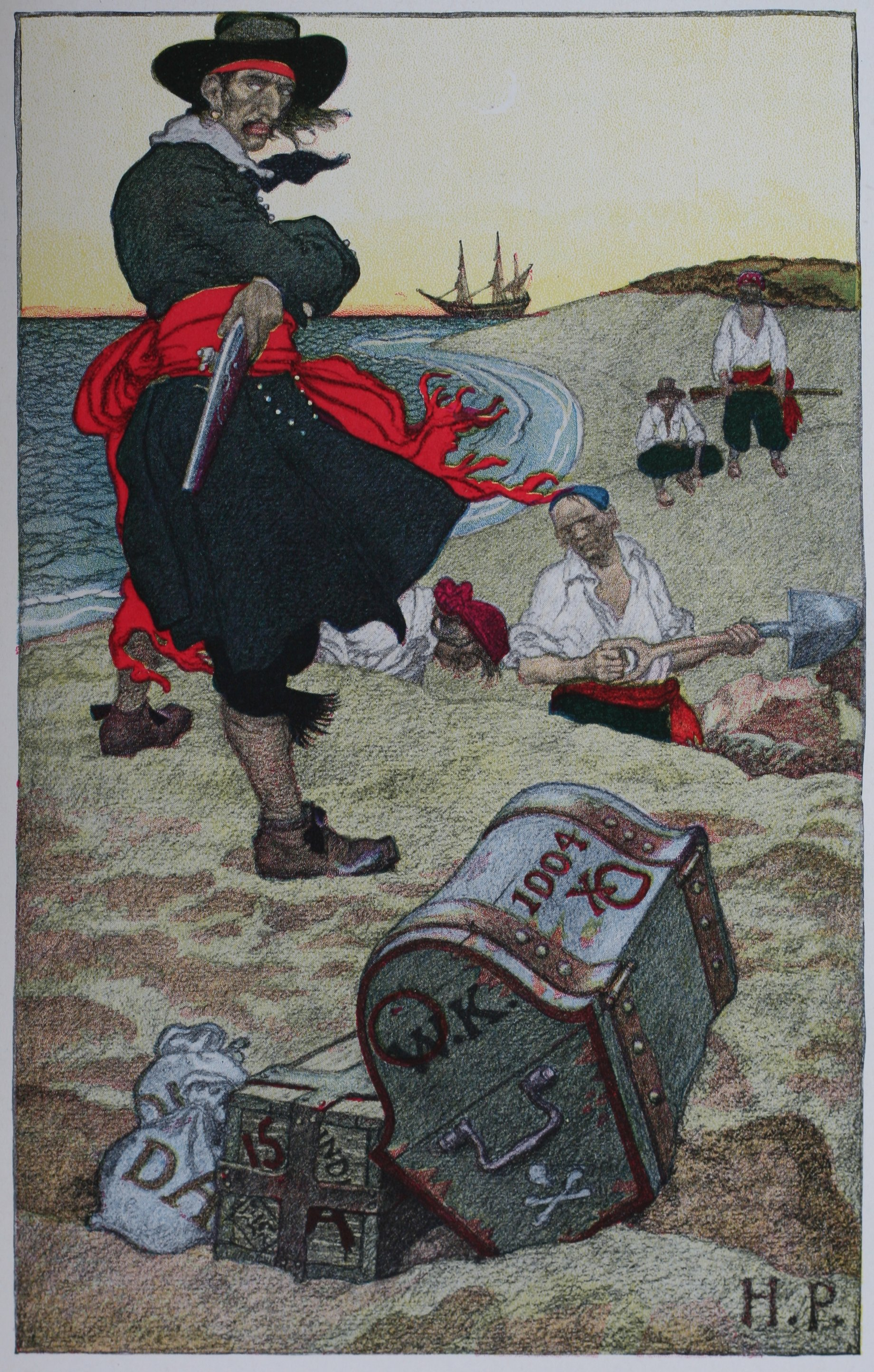
نقاشی از دزدان دریایی در حال دفن گنج کاپیتان کید، از کتاب دزدان دریایی هاوارد پایل

قسمت عمده‌ای از گنج‌ها به صورت مدفون شده در زمین هستند که این خود به دو دلیل عمده است:
- پنهان کردن گنج توسط افراد
- مدفون شدن گنج در طی سالیان متمادی

## نقشهٔ گنج

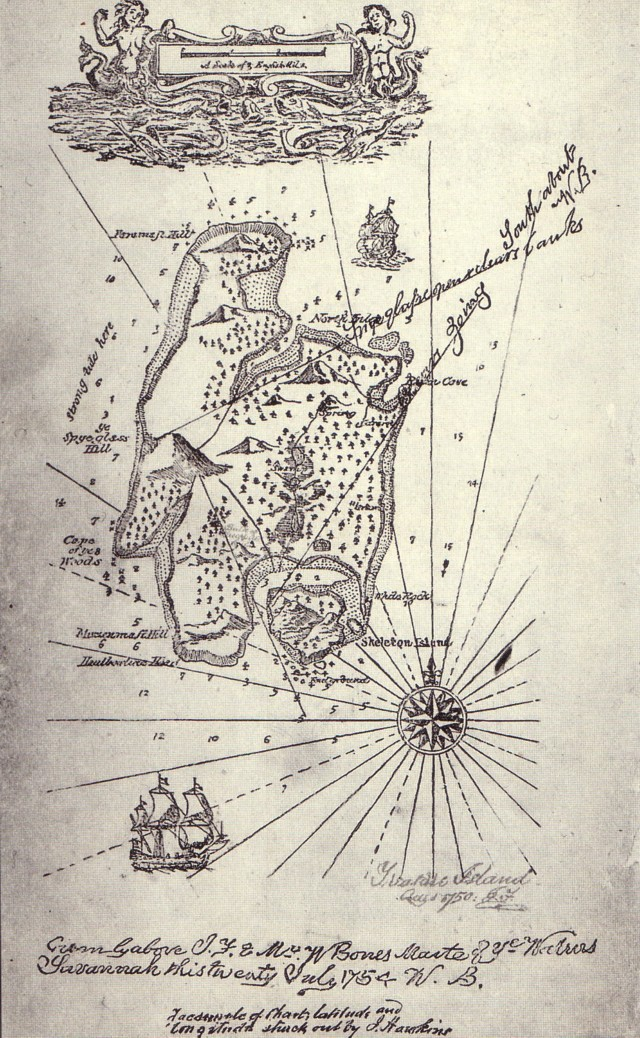
نقشه ای که توسط رابرت لوئیس استیونسون برای رمان جزیره گنج در سال 1883 ایجاد شد

نقشهٔ گنج، نقشه ایست که در آن محل یک گنج، معدن یا راز باارزشی مشخص شده‌است.